# 스피릿 (프로게이머)
스피릿(본명: 이다윤, 1996년 7월 1일 ~ )은 대한민국의 전직 리그 오브 레전드 프로게이머이다. 현재 프로게임단 지도자로 활동하고 있다. 선수 시절 아이디는 Spirit이며 포지션은 정글이었다.

## 선수 시절
2013년 5월 9일 삼성 갤럭시 블루에 입단하면서 프로 커리어를 시작했다. 스프링 시즌 좋은 모습을 보여주면서 팀의 우승에 기여했다. 서머 시즌에서도 좋은 모습을 보여주었지만 결승전에서 패배해 준우승을 기록했다. 롤드컵 2014에서는 팀의 4강 진출에 기여했다.
2015시즌을 앞두고 팀 WE에 입단했다. 스프링 시즌 팀은 강등경쟁을 하는 부진에 빠졌지만 팀의 잔류에 기여했다. 서머 시즌에서도 팀은 강등권으로 추락했고, 다시 한 번 잔류에 성공했다.
2016시즌을 앞두고 프나틱에 입단했다. 스프링 시즌에서는 크게 부진한 모습을 보여주었지만 시즌 말미에 가까스로 반등에 성공했다. 서머 시즌에서는 스프링 시즌에 비해서 폼이 올라온 모습을 보여주면서 팀의 포스트시즌 진출에 기여했다.
2017시즌을 앞두고 아프리카 프릭스에 입단했다. 스프링 시즌에서는 기복이 있는 모습을 보여주었다. 또한 모글리와 주전경쟁을 하며 번갈아 출전했다. 서머 시즌에서도 기복이 있는 모습을 보여주었다. 롤드컵 선발전에 출전했으나 배기치 점멸을 하는 실수를 보여주면서 패배의 단초를 제공하기도 했다.
2018 스프링 시즌에서는 폼을 끌어올렸지만 살짝 기복이 있는 모습을 보여주었다. 서머 시즌에서는 준수한 모습을 보여주면서 팀의 포스트시즌 진출에 기여했다. 롤드컵 2018에서는 중간 불안한 모습을 보여주기도 했지만 팀의 8강 진출에 기여했다.
2019 스프링 시즌에서는 드레드에게 밀려나면서 서브 선수로 활동했다. 서머 시즌에서도 드레드에 밀려 출전하지 못했다.
2019 케스파컵에서는 주전으로 출전했으며 팀의 케스파컵 우승에 기여했다. 스프링 시즌에서는 다시 주전을 찾았으나 좋지 못한 모습을 보이면서 드레드와 주전 경쟁을 하였다. 서머 시즌에서는 확실한 주전을 차지했으며 시즌 후반부로 갈수록 좋은 모습을 보여주었다.
2020시즌 종료 후 현역 은퇴를 선언했다.

## 지도자 경력
2020년 11월, 아프리카 프릭스의 아카데미팀 코치로 부임했다.
2021시즌을 앞두고 2군팀 코치로 승격되었다.
2021 서머 시즌을 앞두고 아프리카 프릭스의 1군팀 코치로 승격되었다. 2022시즌 종료 후 팀에서 퇴단했다.

## 소속팀

### 선수
| # | 팀명             | 소속 기간             | 소속 리그 | 비고 |
| - | ---------------- | --------------------- | --------- | ---- |
| 1 | 삼성 갤럭시 블루 | 2013.05.09~2014.11.10 | LCK       |      |
| 2 | 팀 WE            | 2014.12.05~2015.11.26 | LPL       |      |
| 3 | 프나틱           | 2015.12.18~2016.09.29 | LEC       |      |
| 4 | 아프리카 프릭스  | 2016.12.16~2020.11.17 | LCK       |      |

### 지도자
| # | 팀명            | 직책            | 소속 기간             | 소속 리그 | 비고 |
| - | --------------- | --------------- | --------------------- | --------- | ---- |
| 1 | 아프리카 프릭스 | 아카데미팀 코치 | 2020.11.17~2021.01.12 | LCK       |      |
| 2 | 아프리카 프릭스 | 2군 코치        | 2021.01.12~2021.06.01 | LCK       |      |
| 3 | 아프리카 프릭스 | 코치            | 2021.06.01~2022.11.22 | LCK       |      |

## 수상 내역
- 핫식스 리그 오브 레전드 챔피언스 스프링 2014 우승
- SK텔레콤 LTE-A LoL 마스터즈 2014 우승
- IEM 시즌 9 월드 챔피언십 준우승
- IEM 시즌 10 월드 챔피언십 준우승
- 리그 오브 레전드 챔피언스 코리아 스프링 2018 준우승
- 리프트 라이벌즈 2018 준우승
- 2019 LoL KeSPA컵 울산 우승